# Windengewächse
Die Windengewächse (Convolvulaceae) sind eine Pflanzenfamilie in der Ordnung der Nachtschattenartigen (Solanales). Typisch für die Vertreter dieser Familie sind die Blüten mit fünf trichterförmig verwachsenen Kronblättern und die meist windende Wuchsform. Die 55 bis 60 Gattungen mit etwa 1600 bis 1700 Arten kommen weltweit vor allem in Tropen vor, sind aber auch bis in die gemäßigten Gebiete zu finden. Die wirtschaftlich bedeutendste Art der Familie ist die Süßkartoffel, die als Nahrungsmittel kultiviert wird. Einige Arten werden als Zierpflanzen gezogen. In Windengewächsen wurden bisher als einziger Familie der höheren Pflanzen Mutterkornalkaloide nachgewiesen.

## Beschreibung

### Vegetative Merkmale

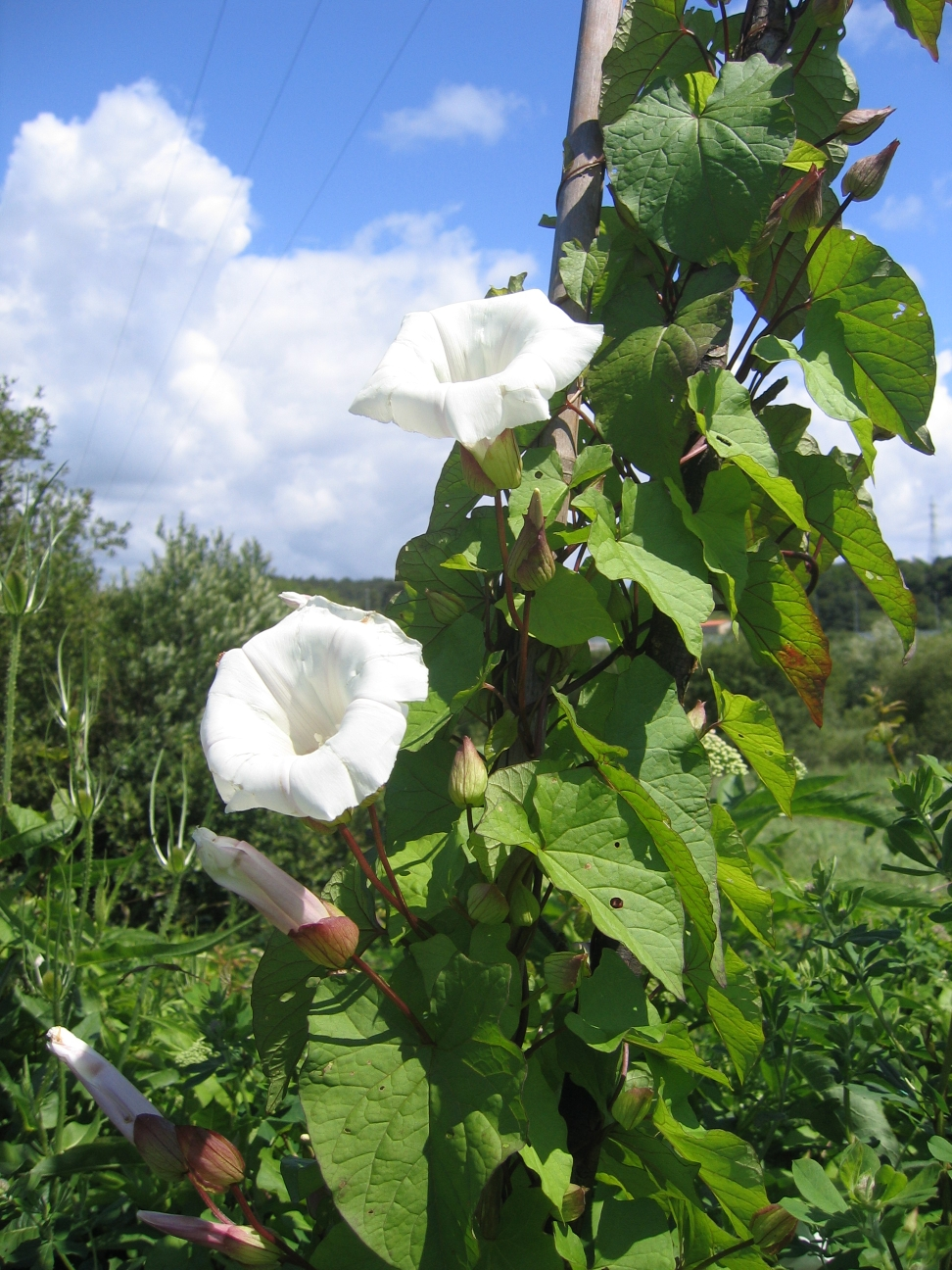
Kletternder Wuchs der Echten Zaunwinde (Calystegia sepium)

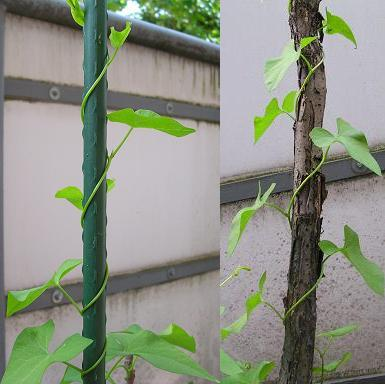
Rechtsgängige Helix, Steigung ungefähr 60 °

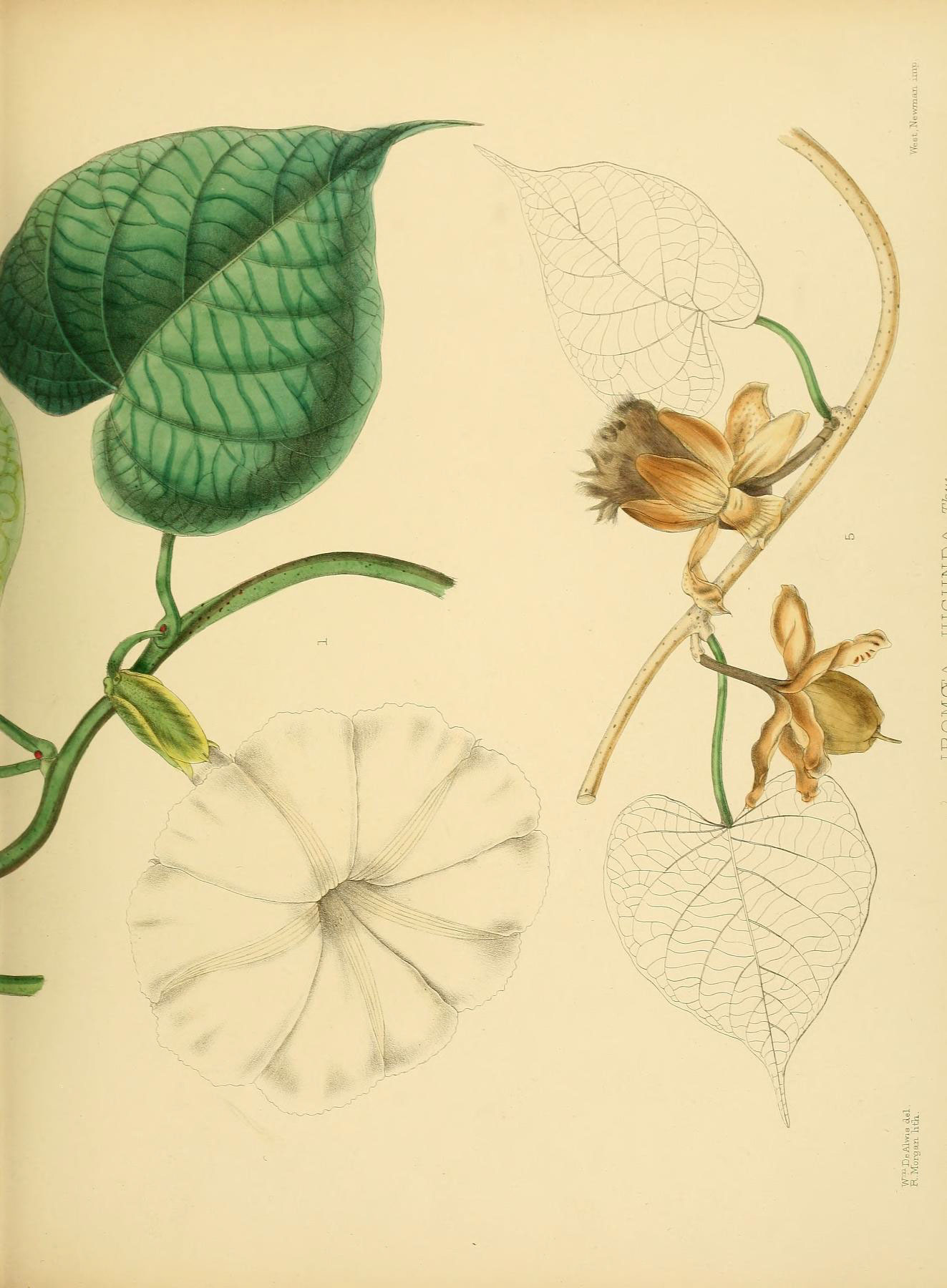
Tribus Ipomoeeae: Illustration von Stictocardia jucunda

Windengewächse sind meist ausdauernde, nur selten einjährige krautige Kletterpflanzen oder verholzende Lianen, selten sind es auch Sträucher oder Bäume. Die Richtung, in der sich die Pflanzen winden, ist immer, von oben gesehen, entgegen dem Uhrzeigersinn. Die Pflanzen enthalten oftmals Milchsaft. Das Phloem ist meist vom Xylem umgeben. Meist sind Trichome vorhanden, diese sind dann einfach, zweiarmig oder sternförmig.
Die wechselständig angeordneten Laubblätter sind in Blattstiel und Blattspreite gegliedert. Die Blattspreite ist meist einfach, nur selten gelappt oder zusammengesetzt. Meist sind sie ganzrandig, die Nervatur ist fiederig oder handförmig. Gelegentlich sind die Blätter auch stark reduziert. Der Spaltöffnungsapparat hat zwei parallel zu den Schließzellen liegende Nebenzellen (paracytisches Stoma). Es sind keine Nebenblätter vorhanden.

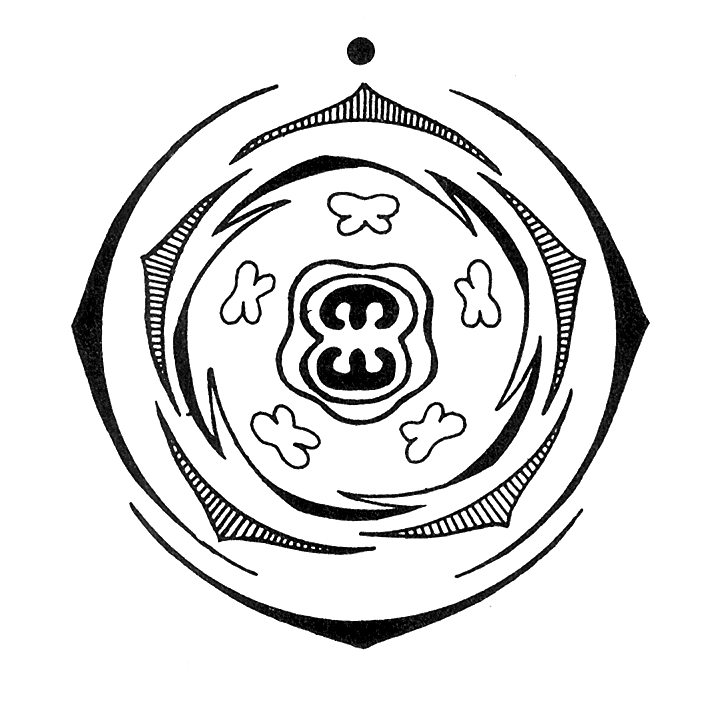
Typisches Blütendiagramm von Windengewächsen

### Blütenstände und Blüten
Die Blütenstände sind geschlossen, oftmals sind sie auf eine einzige Blüte reduziert. Die meist zwittrigen Blüten selbst sind radiärsymmetrisch, nur selten gibt es zygomorphe Blüten. Bis auf die Blüten der Gattung Hildebrandtia sind sie vollständig.
Der Kelch besteht aus fünf gleichförmigen oder ungleichförmigen Kelchblättern, die sich teilweise zur Fruchtreife vergrößern. Die Krone ist ebenfalls fünfzählig, die Kronblätter sind weit miteinander verwachsen, oftmals groß und auffällig. Trichterförmige Kronen kommen innerhalb der Familie oft vor. Die Kronblätter sind in der Knospe im Uhrzeigersinn zusammengerollt.

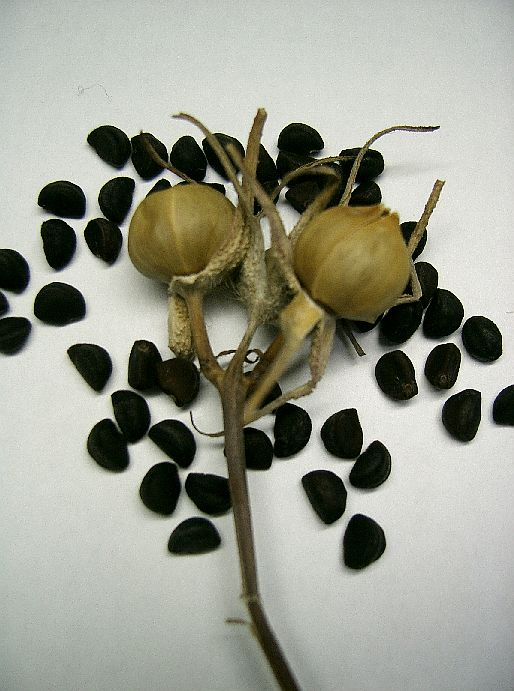
Früchte und Samen der Blauen Prunkwinde (Ipomoea nil)

Die fünf Staubblätter stehen vor den Kronblättern und ragen meist nicht über die Krone hinaus. Gelegentlich sind die Staubfäden ungleich lang, sie sind gerade oder an der Basis verbreitert, sie können unbehaart oder fein behaart sein. Die Pollenkörner können tricolpate (mit drei Keimfalten versehen) bis multiporat (mit vielen Keimporen versehen) sein, die Oberfläche (Exine) kann stachelig oder glatt sein. Das Gynoeceum besteht meist aus zwei miteinander vereinten Fruchtblättern, nur einige Arten der Prunkwinden (Ipomoea) haben drei vereinte Fruchtblätter. Sie sind nicht gelappt bis tief gelappt, bilden einen zweikammerigen, oberständigen Fruchtknoten und weisen eine zentralwinkelständige Plazentation auf. Je Kammer werden meist ein bis zwei Samenanlagen ausgebildet, nur in der Gattung Humbertia sind es etwa 20. Es wird ein Integument gebildet, die Samenanlage ist tenuinucellat und apotrop (abgewendet). Der Griffel ist ungeteilt oder teilweise bis komplett gespalten, er entspringt am oberen Ende (terminal) oder nahe der Anheftungsstelle der Fruchtblätter neben dem Fruchtknoten (gynobasisch). Es existieren ein oder zwei (selten drei) Narben, diese sind köpfchenförmig, abgeflacht und gerade bis gelappt.

### Früchte und Samen
Es werden meist trockene, aufspringende Kapselfrüchte gebildet, es kommen jedoch auch fleischige und nicht aufspringende Früchte vor. In den meisten Fällen enthalten die Früchte vier Samen, in denen sich ein gerader oder gebogener Embryo befindet, dessen Keimblätter gefaltet oder verkümmert sind.

### Inhaltsstoffe
Untersuchungen zu Sekundären Pflanzenstoffen wurden nur bei einem Teil der Gattungen der Familie durchgeführt, Untersuchungen aus den Tribus Cardiochlamydeae und Dichondreae fehlen vollständig.
In den untersuchten Vertretern der Familie wurden sechs Gruppen von Ornithin-abgeleiteten Alkaloiden gefunden, die auch in der Schwesterfamilie der Nachtschattengewächse (Solanaceae) auftreten: Einfache Pyrrolidinalkaloide des Hygrin-Typs (in 143 von 150 untersuchten Arten), N-Acylpyrrolidine (in zwei Arten gefunden), Nicotinoide (in geringen Anteilen in 99 von 150 untersuchten Arten), Tropanalkaloide (in 152 von 166 untersuchten Arten), Calystegine (69 von 135 untersuchten Arten) und Indolizidine (in 2 Arten). Pyrrolizidinalkaloide kommen in einzelnen Arten der Gattung Ipomoea (und 15 anderen Familien der Bedecktsamer) vor, jedoch nicht in den Nachtschattengewächsen.
Weiterhin wurden einige Tryptophan-abgeleitete Alkaloide der β-Carboline (Harman-Alkaloide) und Mutterkornalkaloide gefunden. Besonders das erst in den 1960er Jahren entdeckte Auftreten der Mutterkornalkaloide sorgte für Erstaunen, da diese Stoffe zuvor nicht aus höheren Pflanzen bekannt waren. Innerhalb der Prunkwinden (Ipomoea) ist die Anzahl der Arten, in denen in der Folge Mutterkornalkaloide gefunden worden, besonders hoch: Von 79 untersuchten Arten enthalten 23 Arten mit Sicherheit Mutterkornalkaloide; bei 15 Arten sind die in der Literatur zu findenden Angaben widersprüchlich oder die, den Untersuchungen zu Grunde liegenden Methoden zweifelhaft. Bei den restlichen 41 untersuchten Arten treten keine Mutterkornalkaloide auf.
Es wurde auch Glykoretine, Ester von Hydroxyfettsäuren mit Zucker, in den Milchsäften von Windengewächsen gefunden.

## Ökologie
Innerhalb der Familie kommen mit der Gattung Seide (Cuscuta) Halb- oder Vollparasiten vor, die nur wenig oder gar kein Chlorophyll besitzen. In einigen Gattungen wurde der C3-Photosynthese-Typ nachgewiesen.

## Systematik und Verbreitung
Fossile Pollenfunde zeigen eine weltweite Verbreitung der Familie. Dabei ist der älteste Fund der von Calystegiapollis microechinatus aus dem frühen Eozän in Afrika. Aus dem mittleren Eozän ist die Familie durch Perfotricolpites digitatus in Brasilien nachgewiesen. Da ähnliche Pollen auch in der Antarktis gefunden wurden, wird vermutet, dass die Familie auf diesem Weg nach Australien gekommen ist.
Windengewächse kommen weltweit vor allem in den Tropen vor, einige Arten wachsen jedoch auch bis in die gemäßigte Zone. Die größte Vielfalt herrscht auf den amerikanischen Kontinenten sowie in Afrika vor. Einige der Gattungen, beispielsweise Bonamia, Ipomoea, Merremia und Operculina (teilsynonym mit Ipomea) haben weltweite Verbreitungsgebiete, während andere nur auf einem einzigen Kontinent heimisch sind. So gibt es 10 Gattungen, die nur in Amerika vorkommen, 13 afrikanische und 10 asiatische Gattungen.

### Externe Systematik
Die Windengewächse werden in die Ordnung der Nachtschattenartigen eingeordnet, wo sie eine Schwesterklade zu den Nachtschattengewächsen (Solanaceae) bilden. Beide Familien wiederum bilden ein monophyletisches Taxon, welches eine Schwesterklade zu den Familien Hydroleaceae, Sphenocleaceae und Montiniaceae bildet.
|  | \| \| Hydroleaceae \| \| \| \| \| \| Sphenocleaceae \| \| \| \| |
|  |                                                                 |
|  | Montiniaceae                                                    |
|  |                                                                 |
|  | Hydroleaceae                                                    |
|  |                                                                 |
|  | Sphenocleaceae                                                  |
|  |                                                                 |

|  | Hydroleaceae   |
|  |                |
|  | Sphenocleaceae |
|  |                |

|  | Solanaceae     |
|  |                |
|  | Convolvulaceae |
|  |                |

|  | \| \| Hydroleaceae \| \| \| \| \| \| Sphenocleaceae \| \| \| \| |
|  |                                                                 |
|  | Montiniaceae                                                    |
|  |                                                                 |
|  | Hydroleaceae                                                    |
|  |                                                                 |
|  | Sphenocleaceae                                                  |
|  |                                                                 |

|  | Hydroleaceae   |
|  |                |
|  | Sphenocleaceae |
|  |                |

|  | Solanaceae     |
|  |                |
|  | Convolvulaceae |
|  |                |

Kladogramm nach Cosner et al. 1994

### Interne Systematik
Die Familie der Windengewächse (Convolvulaceae) enthält etwa 60 Gattungen. Saša Stefanović, Daniel Frank Austin und Richard Olmstead ordnen 2003 diese Gattungen in ihrer phylogenetisch begründeten Systematik der Windengewächse in zwölf Tribus ein, wobei die Merremieae nur vorläufig in der Systematik platziert sind und einige Gattungen innerhalb der Dichondreae auch nur provisorisch aufgenommen wurden. Von den traditionell anerkannten Unterfamilien werden nur noch zwei anerkannt, die Humbertioideae enthalten die monotypische Gattung Humbertia und die Convolvuloideae enthalten alle anderen Gattungen der Familie. Die Gattung Porana erwies sich durch diese Untersuchungen als nicht monophyletisch, ein Teil der ihr im traditionellen Umfang zugehörigen Arten sind innerhalb der Tribus Dichondreae, andere der Tribus Cardiochlamydeae zugehörig. Eine 2006 veröffentlichte Revision der ehemaligen Tribus Poraneae weist die Porana sensu stricto der Tribus Dichondreae zu, die anderen Arten sind anderen Gattungen der Tribus Cardiochlamyeae zugeordnet.

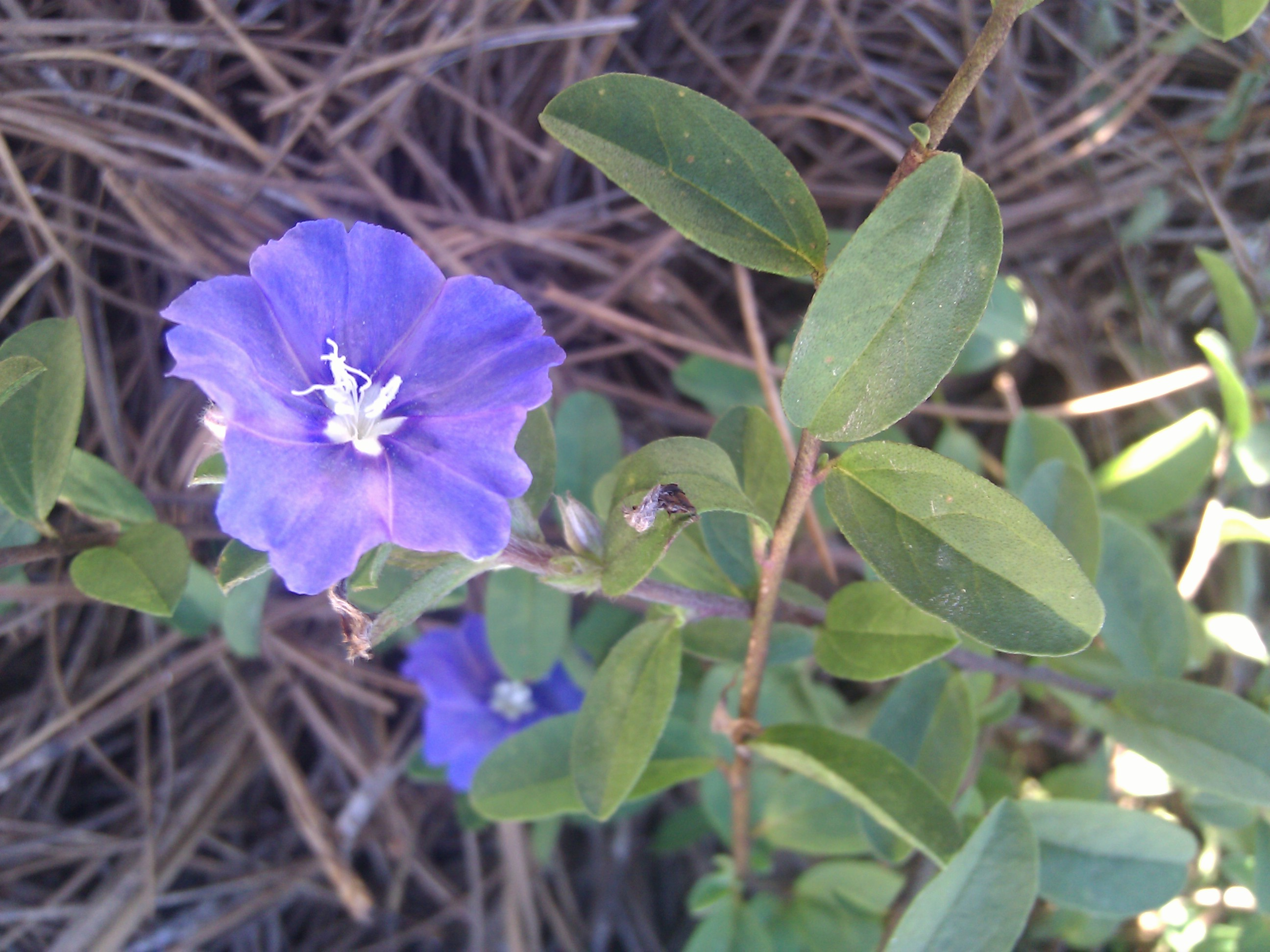
Tribus Cresseae: Evolvulus glomeratus Sorte ‘Blue Daze’

Die Verhältnisse zwischen den Tribus sind 2003 nicht vollständig geklärt, folgendes Kladogramm gibt die vermuteten evolutionären Zusammenhänge zwischen den einzelnen Gruppen wieder.
|                         | \| \| Ipomoeeae \| \| \| \| \| \| Merremieae \| \| \| \| \| \| Convolvuleae \| \| Vorlage:Klade/Wartung/3 \| \| |
|                         | |
|                         | Aniseieae |
|                         | |
|                         | Ipomoeeae |
|                         | |
|                         | Merremieae |
|                         | |
|                         | Convolvuleae |
| Vorlage:Klade/Wartung/3 | |

|                         | Ipomoeeae    |
|                         |              |
|                         | Merremieae   |
|                         |              |
|                         | Convolvuleae |
| Vorlage:Klade/Wartung/3 |              |

|                                                 | Jacquemontieae |
|                                                 |                |
|                                                 | Maripeae       |
|                                                 |                |
|                                                 | Cresseae       |
|                                                 |                |
|                                                 | Dichondreae    |
| Vorlage:Klade/Wartung/3 Vorlage:Klade/Wartung/4 |                |

|                         | \| \| Ipomoeeae \| \| \| \| \| \| Merremieae \| \| \| \| \| \| Convolvuleae \| \| Vorlage:Klade/Wartung/3 \| \| |
|                         | |
|                         | Aniseieae |
|                         | |
|                         | Ipomoeeae |
|                         | |
|                         | Merremieae |
|                         | |
|                         | Convolvuleae |
| Vorlage:Klade/Wartung/3 | |

|                         | Ipomoeeae    |
|                         |              |
|                         | Merremieae   |
|                         |              |
|                         | Convolvuleae |
| Vorlage:Klade/Wartung/3 |              |

|                                                 | Jacquemontieae |
|                                                 |                |
|                                                 | Maripeae       |
|                                                 |                |
|                                                 | Cresseae       |
|                                                 |                |
|                                                 | Dichondreae    |
| Vorlage:Klade/Wartung/3 Vorlage:Klade/Wartung/4 |                |

|                         | \| \| Ipomoeeae \| \| \| \| \| \| Merremieae \| \| \| \| \| \| Convolvuleae \| \| Vorlage:Klade/Wartung/3 \| \| |
|                         | |
|                         | Aniseieae |
|                         | |
|                         | Ipomoeeae |
|                         | |
|                         | Merremieae |
|                         | |
|                         | Convolvuleae |
| Vorlage:Klade/Wartung/3 | |

|                         | Ipomoeeae    |
|                         |              |
|                         | Merremieae   |
|                         |              |
|                         | Convolvuleae |
| Vorlage:Klade/Wartung/3 |              |

|                                                 | Jacquemontieae |
|                                                 |                |
|                                                 | Maripeae       |
|                                                 |                |
|                                                 | Cresseae       |
|                                                 |                |
|                                                 | Dichondreae    |
| Vorlage:Klade/Wartung/3 Vorlage:Klade/Wartung/4 |                |

|                         | \| \| Ipomoeeae \| \| \| \| \| \| Merremieae \| \| \| \| \| \| Convolvuleae \| \| Vorlage:Klade/Wartung/3 \| \| |
|                         | |
|                         | Aniseieae |
|                         | |
|                         | Ipomoeeae |
|                         | |
|                         | Merremieae |
|                         | |
|                         | Convolvuleae |
| Vorlage:Klade/Wartung/3 | |

|                         | Ipomoeeae    |
|                         |              |
|                         | Merremieae   |
|                         |              |
|                         | Convolvuleae |
| Vorlage:Klade/Wartung/3 |              |

|                                                 | Jacquemontieae |
|                                                 |                |
|                                                 | Maripeae       |
|                                                 |                |
|                                                 | Cresseae       |
|                                                 |                |
|                                                 | Dichondreae    |
| Vorlage:Klade/Wartung/3 Vorlage:Klade/Wartung/4 |                |

| Tribus Aniseieae Stefanović & D.F.Austin: Sie enthält seit 2017 nur noch drei Gattungen: - Aniseia Choisy (Syn.: Iseia O’Donell): Sie enthält seit 2017 etwa drei Arten, die in der Neotropis weitverbreitet sind. - Odonellia K. R. Robertson: Die nur zwei Arten sind von Mexiko bis ins tropische Südamerika verbreitet. - Tetralocularia O’Donell: Sie enthält nur eine Art: - Tetralocularia pennellii O’Donell: Sie kommt von Kolumbien und Französisch-Guayana bis ins nördliche Brasilien vor. Tribus Cardiochlamydeae Stefanović & D.F.Austin: - Cardiochlamys Oliv.: Die nur zwei Arten kommen nur auf Madagaskar vor. - Cordisepalum Verdc.: Die nur zwei Arten sind in Indochina beheimatet. - Dinetus Buch.-Ham. ex Sweet: Die etwa acht Arten sind vom tropischen Asien bis China verbreitet. - Duperreya Gaudich.: Die nur drei Arten sind in Australien verbreitet. - Poranopsis Roberty: Die nur drei Arten sind vom indischen Subkontinent bis Indochina und China verbreitet. - Tridynamia Gagnep.: Die etwa vier Arten sind von Assam und Malaysia bis China verbreitet. Tribus Convolvuleae (Choisy) Choisy - Zaunwinden (Calystegia R.Br.): Die etwa 25 Arten sind in den gemäßigten Zonen der Erde und in den Subtropen verbreitet. - Winden (Convolvulus L.): Die etwa 218 Arten sind in den gemäßigten Zonen der Erde und in den Subtropen verbreitet. - Polymeria R.Br.: Die etwa 11 Arten sind von Indonesien bis Australien und Neukaledonien verbreitet. Tribus Cresseae Benth. & Hook. - Bonamia Thouars: Die etwa 57 Arten sind in den Tropen und Subtropen verbreitet - Cladostigma Radlk.: Die nur drei Arten sind im nordöstlichen und östlichen tropischen Afrika und auf der südwestlichen Arabischen Halbinsel verbreitet. - Cressa L.: Die etwa 4 Arten sind in den gemäßigten Zonen der Erde und in den Subtropen verbreitet. - Evolvulus L.: Die etwa 100 Arten sind in den Tropen und Subtropen verbreitet. - Hildebrandtia Vatke: Die etwa 111 Arten sind im östlichen und nordöstlichen Afrika, auf der Arabischen Halbinsel und auf Madagaskar verbreitet. - Sabaudiella Chiov.: Sie enthält nur eine Art, die aber auch zu Hildebrandtia gestellt wird. - Seddera Hochst.: Die etwa 28 Arten sind in Afrika, auf der Arabischen Halbinsel und von Pakistan bis Indien verbreitet. - Stylisma Raf.: Die etwa sechs Arten sind in den USA verbreitet. Vorläufig in Tribus Cresseae sind die Gattungen: - Itzaea Standl. & Steyerm.: Sie enthält nur eine Art: - Itzaea sericea (Standl.) Standl. & Steyerm.: Sie kommt vom südlichen Mexiko bis Nicaragua vor. - Neuropeltis Wall.: Die etwa 14 Arten sind von Westafrika bis Angola, von Indien bis China und im westlichen Malesien verbreitet. - Neuropeltopsis Ooststr.: Sie enthält nur eine Art: - Neuropeltopsis alba Ooststr.: Sie kommt nur auf Borneo vor. - Wilsonia R.Br.: Die nur drei Arten sind in Australien verbreitet. Tribus Cuscuteae Choisy: Sie enthält nur eine Gattung: - Seide (Cuscuta L.): Die etwa 213 Arten sind zusammen kosmopolitisch verbreitet Tribus Dichondreae (Choisy) Choisy: - Dichondra J.R.Forst. & G.Forst.: Die etwa 15 Arten sind in der Neuen Welt, auf dem Maskarenen, in Australien und Neuseeland verbreitet. - Falkia Thunb.: Die nur drei Arten sind von Eritrea bis zum südlichen Afrika verbreitet. - Metaporana N.E.Br.: Die etwa sechs Arten sind in Afrika, auf Sokotra und Madagaskar verbreitet. - Nephrophyllum A.Rich.: Sie enthält nur eine Art: - Nephrophyllum abyssinicum A.Rich.: Sie kommt in Eritrea und Äthiopien vor. - Petrogenia I.M.Johnst.: Sie enthält nur eine Art: - Petrogenia repens I.M.Johnst.: Sie kommt nur in Texas und im nordöstlichen Mexiko vor. - Porana Burm. f.: Von den nur zwei Arten ist die eine von Indochina bis Malesien und die andere in Mexiko verbreitet. Vorläufig in die Dichondreae gestellt wurden: - Calycobolus Roem. & Schult.: Die etwa 30 Arten, die von Westafrika bis Angola und im tropischen Südamerika verbreitet. - Dipteropeltis Hallier f.: Die etwa drei Arten sind im tropischen Afrika verbreitet. - Rapona Baill.: Sie enthält nur eine Art: - Rapona tiliifolia (Baker) Verdc.: Sie kommt nur in Madagaskar vor. Tribus Erycibeae (Endl.) Hall. f. - Erycibe Roxb.: Die etwa 67 Arten kommen von Indomalesien bis Australien und Japan vor. Tribus Humbertieae Stefanović & D.F.Austin: Sie enthält nur eine Gattung: - Humbertia Comm. ex Lam.: Sie enthält nur eine Art: - Humbertia madagascariensis Lam.: Sie kommt in Madagaskar vor. Tribus Ipomoeeae Hallier f. - Argyreia Lour.: Die 90 bis 132 Arten sind hauptsächlich im tropischen und subtropischen Asien, in Madagaskar verbreitet und eine Art kommt auch im nördlichen Queensland vor. - Astripomoea A. Meeuse: Die etwa 12 Arten, sind in Afrika und auf der Arabischen Halbinsel verbreitet. - Blinkworthia Choisy: Die nur zwei Arten sind vom südlichen China bis Indochina verbreitet. - Prunkwinden (Ipomoea L.): Die etwa 588 Arten sind in der Neuen Welt und in den Tropen und Subtropen der Alten Welt verbreitet. - Lepistemon Blume: Die etwa sechs Arten sind im tropischen Afrika und vom tropischen und subtropischen Asien bis zum nordöstliche Australien verbreitet. - Lepistemonopsis Dammer: Sie enthält nur eine Art: - Lepistemonopsis volkensii Dammer: Sie kommt in Äthiopien, Kenia und Tansania vor. - Paralepistemon Lejoly & Lisowski: Die nur zwei Arten kommen von der südlichen Demokratischen Republik Kongo bis KwaZulu-Natal vor. - Rivea Choisy: Die nur drei Arten sind vom indischen Subkontinent bis Indochina verbreitet. - Stictocardia Hallier f.: Die etwa 12 Arten sind von den Tropen und Subtropen der Alten Welt bis zu den Inseln im Pazifik verbreitet. - Turbina Raf.: Die etwa 15 Arten sind in Afrika, in Madagaskar, in Neukaledonien und in der Neuen Welt verbreitet. Tribus Jacquemontieae Stefanović & D.F.Austin: Sie enthält nur eine Gattung: - Jacquemontia Choisy: Die etwa 109 Arten sind in den Tropen und Subtropen verbreitet. Tribus Maripeae Webb. & Berth.: Sie enthält etwa neun Gattungen: - Dicranostyles Benth.: Die etwa 15 Arten sind in Südamerika verbreitet. - Lysiostyles Benth.: Sie enthält nur eine Art: - Lysiostyles scandens Benth.: Sie kommt vom nördlichen Südamerika bis ins nördliche Brasilien vor. - Maripa Aubl.: Die 20 Arten sind von Mexiko bis Südamerika verbreitet. Tribus Merremieae (vorläufig) D.F.Austin: Sie ist nicht monophyletisch: - Camonea Raf.: Die etwa fünf Arten sind in den Tropen und Subtropen verbreitet. - Decalobanthus Ooststr.: Die etwa 13 Arten sind vom tropischen und subtropischen Asien bis zu den Inseln im Pazifik, in Tansania und auf Inseln im westlichen Indischen Ozean verbreitet. - Distimake Raf. (Syn.: Astromerremia Pilg., Davenportia R.W.Johnson): Hierher werden seit 2017 35 Arten gerechnet, die in den Tropen und Subtropen vorkommen. Sie wurden davor zur Gattung Merremia gerechnet. - Distimake dissectus (Jacq.) A.R.Simões & Staples: Mittelamerika, Mexiko, Karibik bis nach Texas, Florida sowie vom nördlichen Argentinien, Uruguay, Paraguay, Brasilien bis ins nördliche Südamerika. - Hewittia Wight & Arn.: Sie enthält nur eine Art: - Hewittia malabarica (L.) Suresh: Sie ist in den Tropen und Subtropen der Alten Welt verbreitet. - Hyalocystis Hallier f.: Die etwa zwei Arten kommen im nordöstlichen tropischen Afrika vor. - Merremia Dennst. ex Endl. (Syn.: Merremia Dennst., Skinneria Choisy, Spiranthera Bojer ex Desjardins nom. illeg.): Die seit 2017 nur noch etwa 54 Arten sind in den Tropen und Subtropen der Neuen und Alten Welt bis in die gemäßigten Gebiete Asiens verbreitet. Seit 2017 werden 35 Arten bisher in diese Gattung eingeordnete Arten in die Gattung Distimake Raf. gestellt. - Operculina Silva Manso: Die etwa 15 Arten sind in den Tropen verbreitet. - Xenostegia D.F.Austin & Staples: Die etwa fünf Arten sind in den Tropen und Subtropen der Alten Welt verbreitet. |

### Botanische Geschichte
Als Heilpflanze wurde im Mittelalter die Wurzel von Operculina turpethum (synonym: Ipomea turpethum und Convolvulus turpethum, früher auch Merremia turpethum) verwendet (Der lateinische Name war Turbith, auch turbit und turpetum). Als Turbith arundinaceum kam die Wurzel der Pflanze hohl wie ein Rohr auf den Markt.
Frühe botanische Darstellungen von Windengewächsen sind beispielsweise im New Kreüterbuch (1543) von Leonhart Fuchs zu finden, bei den dort abgebildeten Pflanzen handelt es sich um Calystegia sepium und Convolvulus arvensis.
Carl von Linné beschrieb in Species Plantarum (1753) und Genera Plantarum (1754) mit Convolvulus, Cressa, Cuscuta, Evolulus, Ipomoea und Porana insgesamt sechs Gattungen, die heute der Familie zugerechnet werden. Als Familie wurden die Windengewächse 1789 von Antoine-Laurent de Jussieu in Genera Plantarum beschrieben.
Über die infrafamiliäre Systematik der Windengewächse gab es im Laufe der Zeit unterschiedlichste Ansichten: Die von Jacques Denys Choisy 1833 bis 1844 in drei Veröffentlichungen vorgestellte und 1845 nochmals zusammengefasste Systematik der Windengewächse teilt diese in vier Tribus, die Argyreieae, die Convolvuleae, die Dichondreae und die Cuscuteae. Die Gattung Erycibe wurde aus der Familie ausgeschlossen und als eigenständige Familie Erycibaceae geführt. Andere Bearbeiter, so beispielsweise August Progel in der Flora Brasiliensis, lösten auch die Gattung Cuscuta als eigenständige Familie Cuscutaceae aus der Familie heraus. George Bentham und Joseph Dalton Hooker wiederum gliedern auch die heute zu den Nachtschattengewächsen (Solanaceae) zählenden Nolana zu den Windengewächsen.
1893 stellte Hans Gottfried Hallier eine weitere systematische Einteilung der Familie vor, die diese in Echinoconeae (mit stacheligen Pollenkörnern) und Psiloconeae (mit nicht stacheligen Pollenkörnern) unterteilt. Diese Gruppen unterteilt er weiterhin in die Tribus Cuscuteae, Wilsonieae, Dichondreae, Erycibeae, Poraneae, Dicranostyleae, Convolvuleae, Ipomoeeae und Argyreieae. Viele dieser Tribus wurden bis ins 20. Jahrhundert anerkannt, wobei sich jedoch oftmals die Zuordnung der Gattungen zu diesen Tribus änderte. Die neueste, auf traditionellen Methoden beruhende Systematik der Familie stammt von Daniel Frank Austin von 1973, die er 1998 nochmals überarbeitete.
In molekularbiologischen Untersuchungen erwiesen sich die Echinoconeae Halliers als monophyletisch; in der letzten veröffentlichten Systematik der Familie von Saša Stefanović, Daniel Frank Austin und Richard Olmstead aus dem Jahr 2003 werden jedoch einige der Tribus aufgelöst und in neue Tribus umgeordnet.

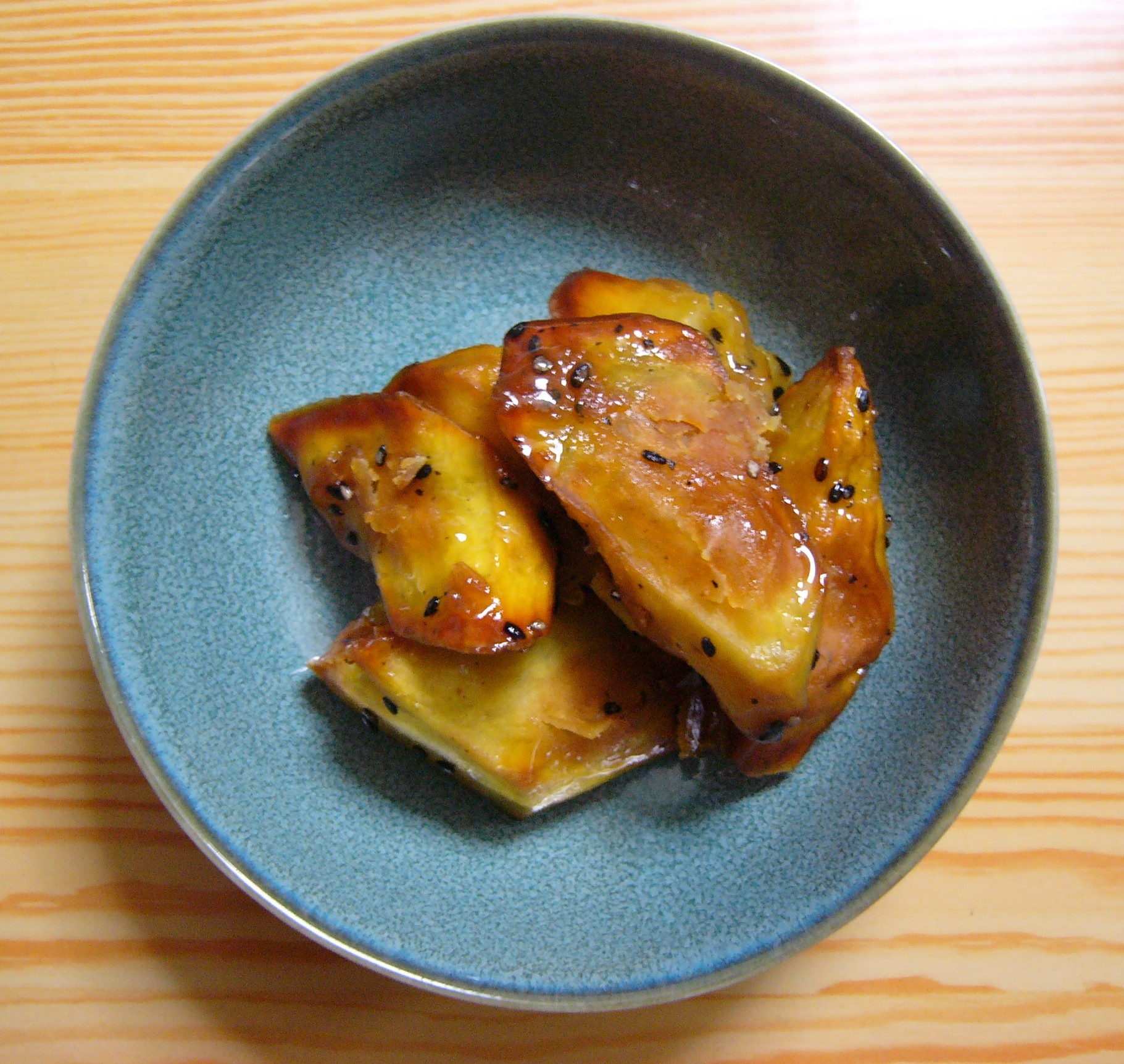
Süßspeise aus Süßkartoffeln (Ipomoea batatas)

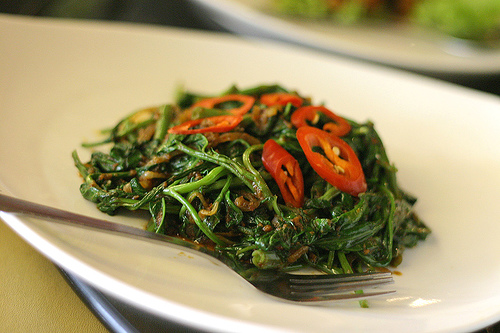
Zubereiteter Wasserspinat (Ipomoea aquatica)

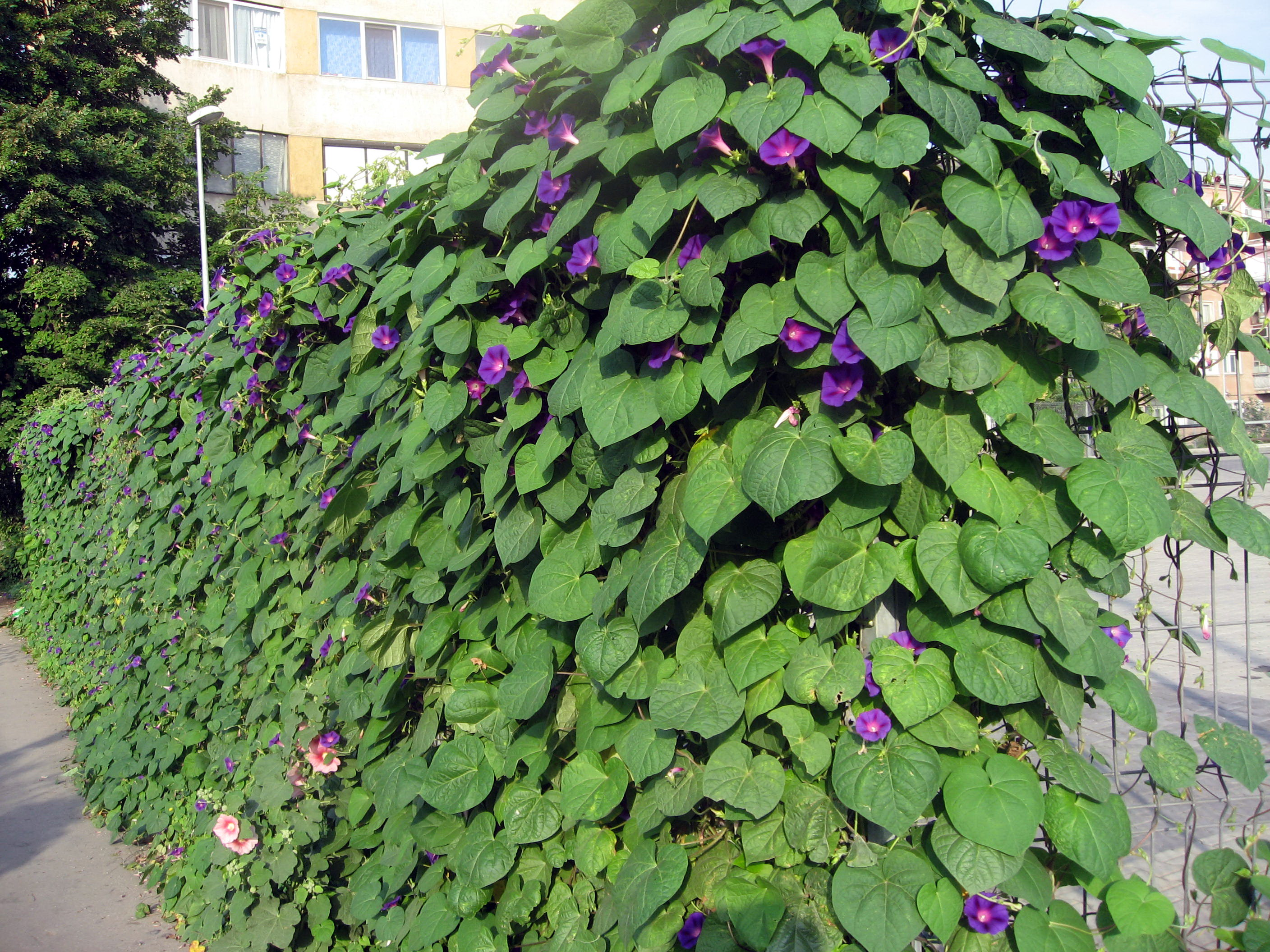
Purpur-Prunkwinde (Ipomoea purpurea) zur Zaunbegrünung

## Verwendung
Die als Nahrungsmittel bedeutendste Art der Windengewächse ist die Süßkartoffel (Ipomoea batatas), von deren knollenförmigen Verdickungen der Wurzel 2007 weltweit etwa 126 Mio. Tonnen geerntet wurden. Sie wird seit mindestens 8.000 bis 10.000 Jahren in Südamerika gesammelt und gegessen, der älteste Nachweis über kultivierte Süßkartoffeln ist auf etwa 2000 v. Chr. datiert. Weiterhin wird auch der Wasserspinat (Ipomoea aquatica) häufig als Blattgemüse verwendet. Die Art ist in Afrika, Asien und den Pazifischen Inseln heimisch und wird seit etwa 200 v. Chr. bis 300 n. Chr. in Südasien genutzt. In China werden seltener auch weitere Vertreter der Familie als Nahrung benutzt, so beispielsweise
Convolvulus chinensis, Ipomoea cairica, Ipomoea mauritiana, Ipomoea staphylina und Merremia hungaiensis als Knollen- oder Wurzelgemüse beziehungsweise Stärkequelle und  Ipomoea alba und Ipomoea muricata als Blattgemüse.
Einige Arten aus den Gattungen Convolvulus, Calystegia und Ipomoea finden als Zierpflanzen Verwendung, beispielsweise die Kriechende Winde (Convolvulus sabatius), die Dreifarbige Winde (Convolvulus tricolor), die Gewöhnliche Zaunwinde (Calystegia sepium), die Wald-Zaunwinde (Calystegia silvatica), die Kardinal-Prunkwinde (Ipomoea ×multifida), die Himmelblaue Prunkwinde (Ipomoea tricolor) und die Purpur-Prunkwinde (Ipomoea purpurea).
Vor allem von Turbina corymbosa, Ipomoea tricolor und Argyreia nervosa sind verschiedene rituelle und ethnomedizinische Verwendungen bekannt. Die Wirksamkeit beruht meist auf den enthaltenen Mutterkornalkaloiden, wie beispielsweise Lysergsäureamid.